# Centre culturel de Hong Kong
Le centre culturel de Hong Kong (香港文化中心, Hong Kong Cultural Centre) est une salle de spectacle polyvalente située dans le quartier de Tsim Sha Tsui à Kowloon.
Inauguré le 8 novembre 1989 et administré par le département des loisirs et des services culturels du gouvernement de Hong Kong, il propose une grande variété de spectacles culturels.

## Localisation
Le centre est situé à la pointe sud-ouest de Tsim Sha Tsui, sur l'ancien emplacement de la gare de Kowloon de la ligne Kowloon-Canton. Il se trouve près de la jetée de la Star Ferry à l'ouest, et des musées de l'espace et d'art. La tour de l'horloge, la statue The Flying Frenchman se dressent entre le centre et la jetée publique de Kowloon.

## Histoire
Début 1970, le conseil urbain demande la construction d'un nouveau lieu culturel à Kowloon du même standard moderne que  l'hôtel de ville à Central. Le projet de centre culturel est officiellement annoncé en 1974 et prévu sur le site de l'ancienne gare de Kowloon. À cette époque, la construction doit commencer en 1975. Cependant, le projet se heurte à des contraintes financières et est retardé. Il est réexaminé en 1978 et bénéficie d'une priorité absolue du conseil urbain, mais les estimations de coûts passent de 190 millions $ à 474 millions $ et le projet est de nouveau mis de côté pendant un certain temps. Lorsque la construction commence finalement, la démolition de la gare historique occupant le site est extrêmement controversée.
Le centre est conçu par l'architecte en chef du département des travaux publics de l'époque, José Lei (en). À l'origine exploité par le conseil urbain, le lieu est officiellement inauguré lors d'une cérémonie le 8 novembre 1989 présidée par le prince Charles et la princesse Diana, qui dévoilent une plaque commémorative. Un orgue Rieger Orgelbau à 10 millions $ est installé d'août à novembre en 1989 avec l'installation compliquée de 8 000 tuyaux.
Le centre culturel ouvre avec la Célébration internationale des arts, un programme spécial qui se déroule du 5 novembre au 6 décembre et présente des musiciens de Hong Kong, de l'opéra kunqu, de musique cantonaise et des représentations de divers artistes internationaux, dont l'opéra de Cologne, le quatuor Alban Berg, Sadao Watanabe, et la première apparition du guitariste John Williams à Hong Kong.

## Le centre
- La salle de concert, avec 2 019 sièges, est un auditorium ovale à deux niveaux réalisé en chêne de haute qualité, et comprend un auvent acoustique réglable et des rideaux. C'est le lieu d'activité principal de l'orchestre philharmonique de Hong Kong. Elle abrite un orgue de 8 000 tuyaux, le plus grand d'Asie, construit par l'entreprise autrichienne Rieger Orgelbau. Il est utilisé par Christopher Herrick (en) pour l'enregistrement de Organ Fireworks VIII[7].
- Le grand théâtre, avec 1 734 sièges sur trois niveaux, est conçu pour l'opéra, le ballet et les comédies musicales à grande échelle. La cérémonie des Hong Kong Film Awards y a lieu chaque année[8].
- Le théâtre studio, avec 300 à 496 sièges selon la configuration, peut accueillir des pièces de théâtre et des représentations de plus petite échelle[9].
- La galerie d'exposition.
- 4 espaces d'exposition dans le hall.
- 11 salles de répétition et de pratique.

## Accès
Le centre est adjacent à la jetée de la Star Ferry et un terminus de bus est desservi par la Kowloon Motor Bus (en).
Il est également à distance de marche des stations de East Tsim Sha Tsui et Tsim Sha Tsui du métro de Hong Kong qui desservent respectivement la Tsuen Wan Line et la West Rail Line.

## Galerie

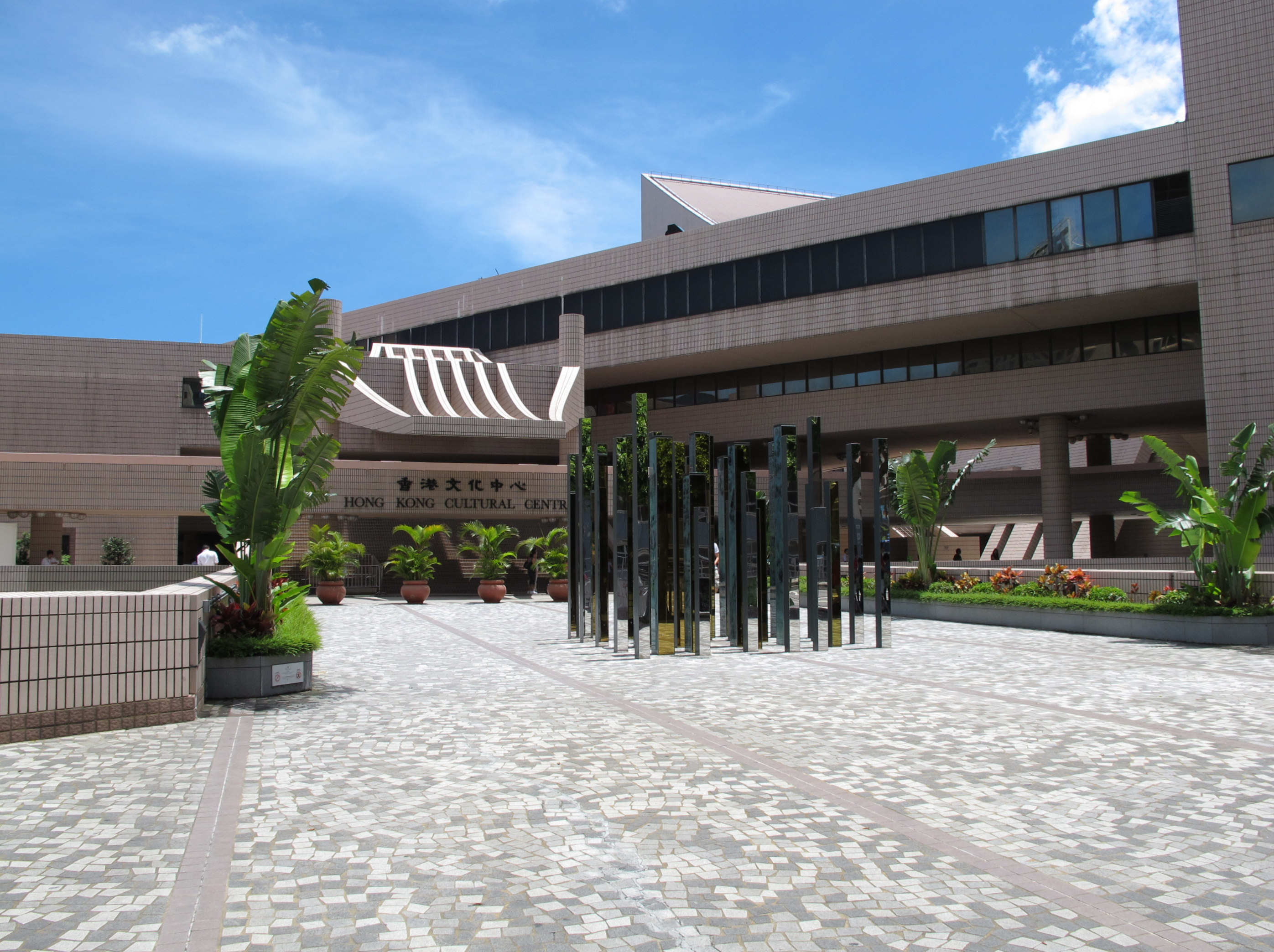
L'entrée.
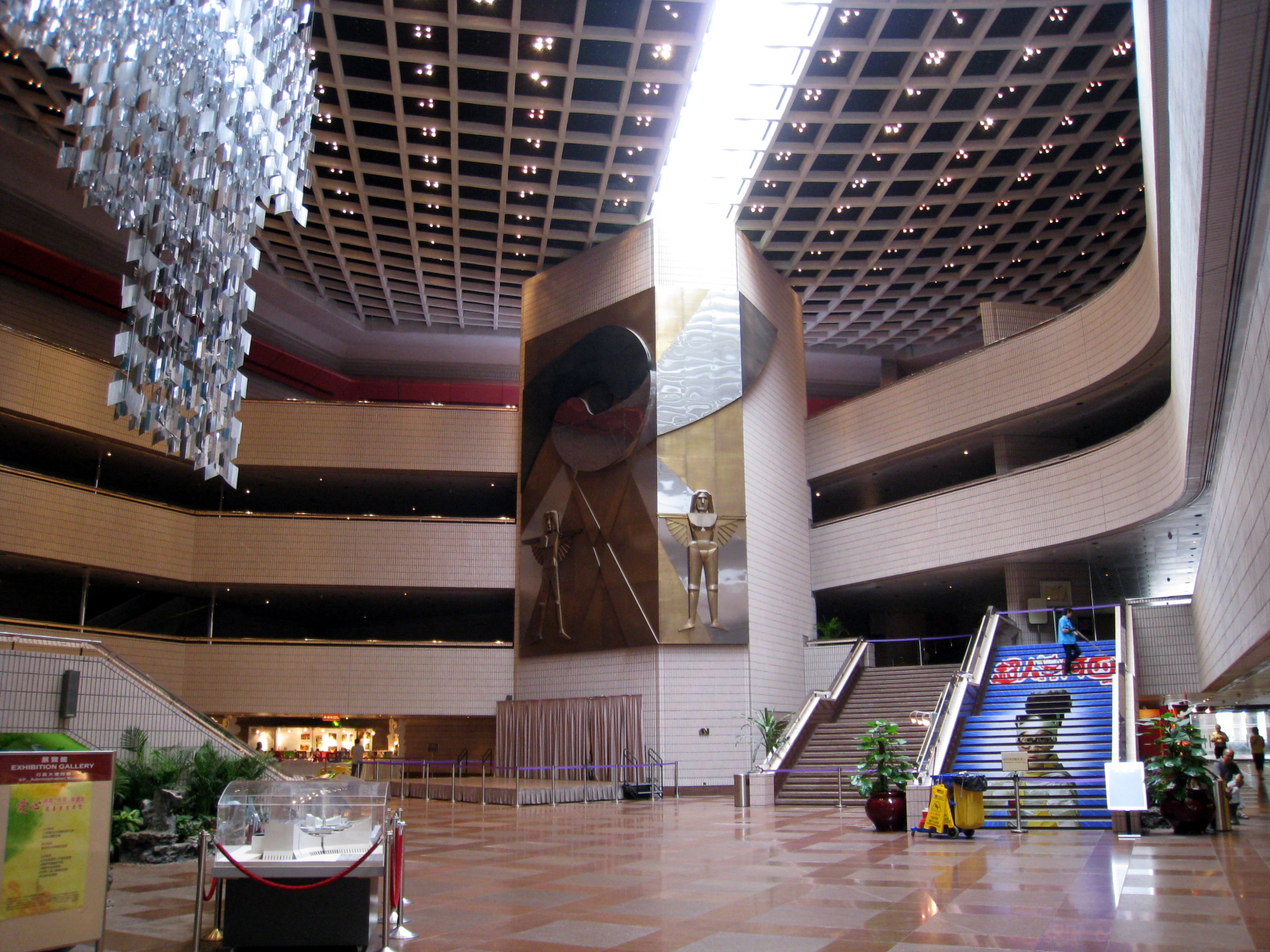
L'intérieur.
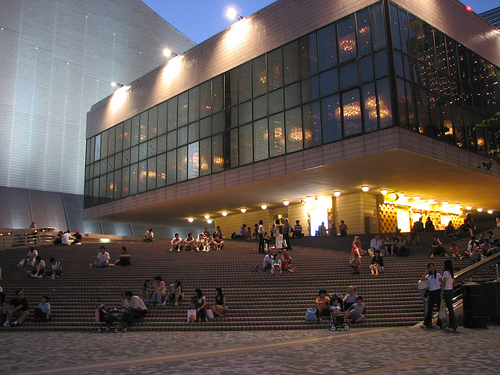
La foule à l'extérieur.